# Brotherhood (serie televisiva 2019)
Brotherhood (in portoghese Irmandade) è una serie televisiva brasiliana del 2019.

## Trama
La storia segue il protagonista  (Cristina), un'avvocata idealista che scopre che suo fratello Edson, scomparso da anni, è stato arrestato e affiliato a una banda criminale chiamata appunto "Brotherhood". La polizia la recluta come informatrice, costringendola a infiltrarsi nella banda per scoprire i dettagli delle loro attività criminali. Questo la porta a confrontarsi con il lato oscuro di suo fratello e a mettere in discussione le sue convinzioni sulla giustizia.